# 山东财经大学
山东财经大学（英語：Shandong University of Finance and Economics），简称山财，位于山东省济南市，肇始于1948年，2012年正式成立，现为多科并重的财经类高等院校。学校最早可追溯至1948年济南解放后建立的山东省立商业专门学校，1952年高等学校院系调整后，与齐鲁大学经济系合并为山东财政经济学院，1978年文革期间一度停办，文革后恢复办学并更名为山东经济学院，2012年与山东财政学院合并办学，成立新的山东财经大学。
截至2025年，山东财经大学有24个专业学院，共有58个专业，办学以经济学和管理学学科为主，多学科协调发展。
山东财经大学是财政部直属六所高校之一，也是财政部、教育部、山东省政府三方共同重点建设高校，入选山东省高水平大学建设项目“强特色”高校。

## 历史沿革

### 建校早期（1948-1952）
1948年济南战役结束后，济南解放。因应解放后管理新解放的大城市时对经济领域人才的需要，依照时任山东省人民政府主席黎玉“有重点、有计划的迅速恢复教育工作”的指示，中共山东省委决定在济南建立山东省立商业专门学校，中共华东局委员兼财委主任曾山指示华东财经办事处会计队队长陈先负责该项工作，由富有财经工作经验的时任山东省财政厅厅长顾准兼任校长，陈先任主持日常校务工作的副校长，同年10月开始正式招生。

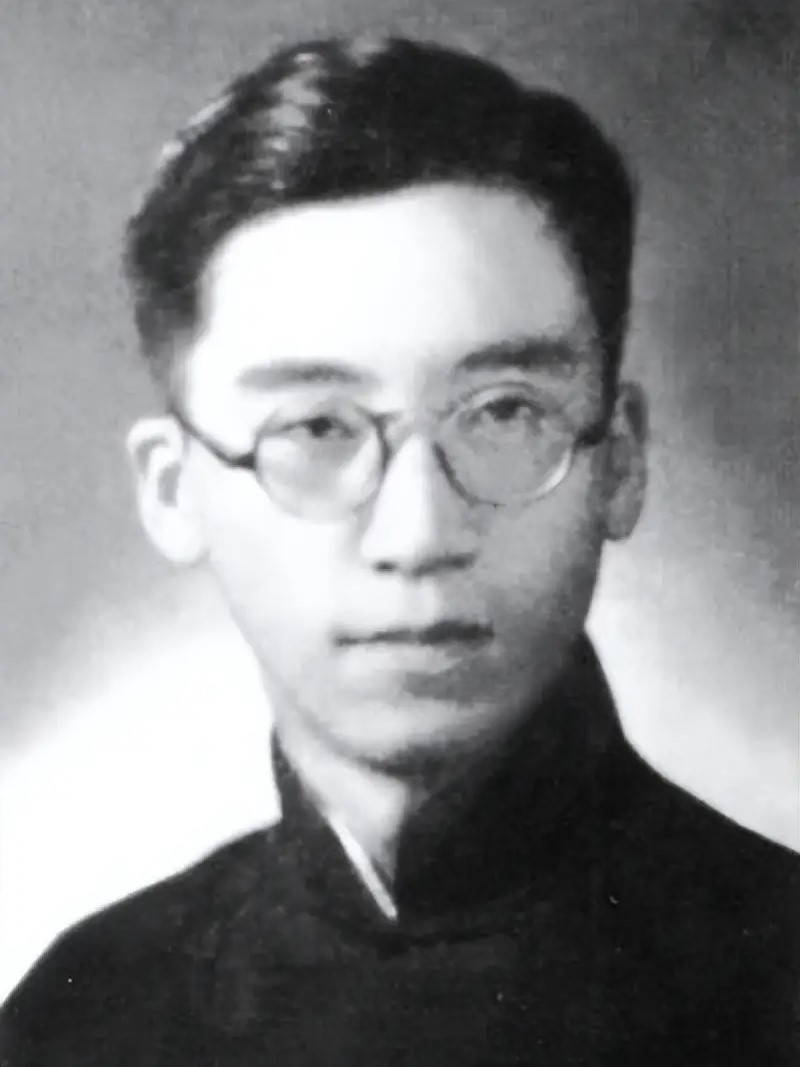
山东省立商专首任校长顾准，约摄于1930-1940年代。

建校之初，全校学生共1534人，包括本科（银行系、成本会计科、交通会计科、政府会计科）、预科和附设银行干部学校，本科学生575人，预科388人，附设银行干部学校571人。在课程设置方面，分一般课程（包括经济学、商业常识、数学和政治常识）和各科课程（普通科教授商业簿记；会计系教授银行会计、成本会计、交通会计、政府会计和审计学）。学校注重思想政治和专业素质教育，学生毕业后主要到山东解放区各地财经、金融等机关工作，亦可自谋职业，实际上是一所财经干部学校。
1949年7月，山东省整理合并全省各专科学校，重新组建山东省立会计专科学校，由山东省财政厅副厅长王有山兼任校长。1951年初，山东省立会计专科学校更名为山东会计专科学校，依照当时的华东军政委员会和教育部通知，去除“省立”二字。

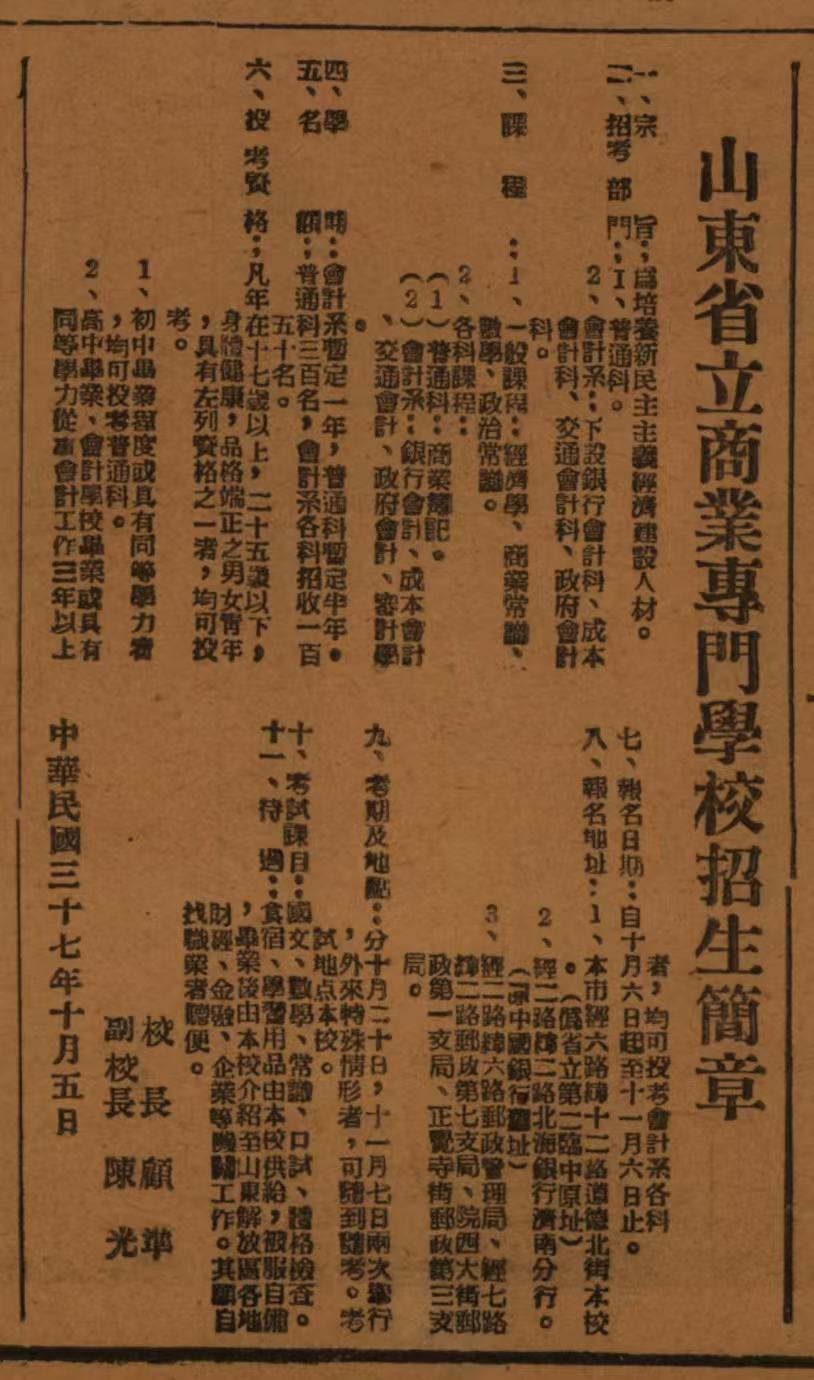
1948年10月5日首次刊登于中共济南市委机关报《新民主报》的山东省立商专招生简章。

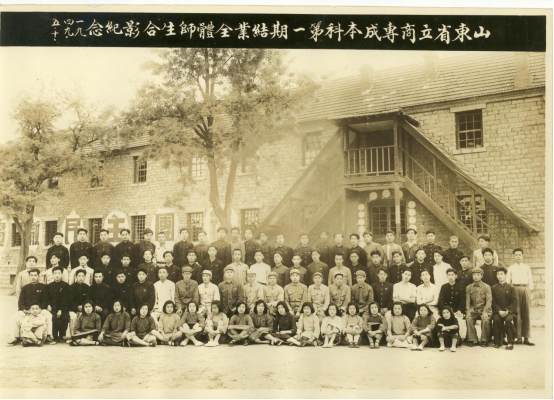
1949年5月10日山东省立商业专门学校结业合影。

### 山东财政经济学院（1952-1953）
1952年10月，全国高等学校院系调整期间，齐鲁大学被解体撤销，其经济系与山东会计专科学校合并，扩大成立山东财政经济学院，是全国建校最早的财经类普通院校之一。

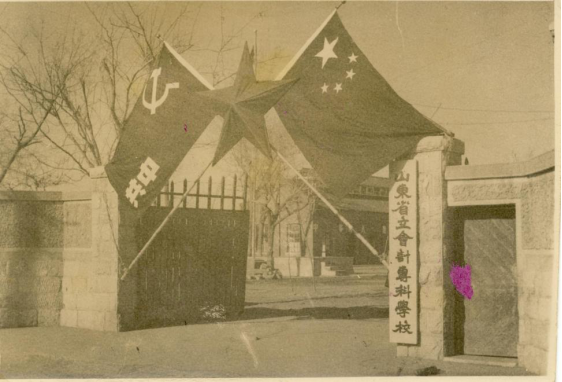
山东省立会计专科学校校门，位于济南市道德北街。

1953年，山东财政经济学院大部分并入上海财政经济学院（现为上海财经大学），少部分资源仍留在山东。其中，部分教职员工分配到当时山东财贸系统的五所干校，即山东省银行干校、山东省财政干校、山东省商业干校、山东省合作干校和山东省粮食干校。办学期间，山东财政经济学院为新中国经济建设培养了一批急需的经济管理人才和专业技术人才。

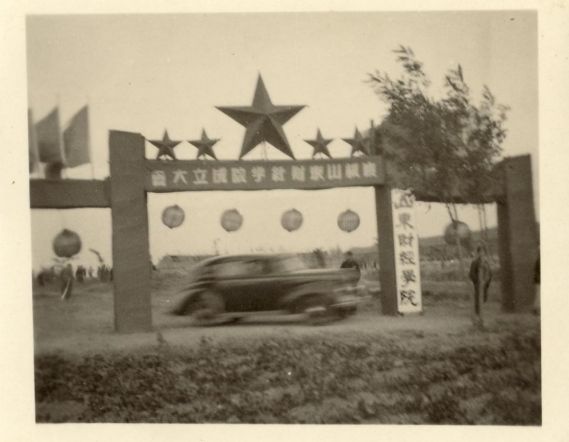
山东财政经济学院成立的校址校门，位于济南市东舍坊。

### 山东财经学院（1958-1970）
1958年，山东省原有的银行、财政、商业、合作、粮食等五所干校合并，筹建一所干部学校性质的高等财经学院，即山东财经学院，校址位于现济南市青年东路。建校初期，该校由山东省委财贸部主管，主要负责培训财贸系统县区级在职管理干部和专业干部，设有本、专两科，共有商业、财政、粮食、金融四个院系，附设有干部文化补习学校和兽医干校，1959年又并入计划统计学校，1960年增设政治教育系和外贸系，合计共培养财贸干部3000余人。
1961年后，山东财经学院转为正规高等财经院校，由山东省委宣传部主管，时任山东省委常委、副省长李予昂兼任院长，招收和培养全日制本科生。1962年，山东财经学院接收了来自山东工学院（后改名山东工业大学）和山东师范学院（现为山东师范大学）的500余名本科生。这一时期，该校共设有财务会计、财政金融、商业经济、对外贸易四个专业。

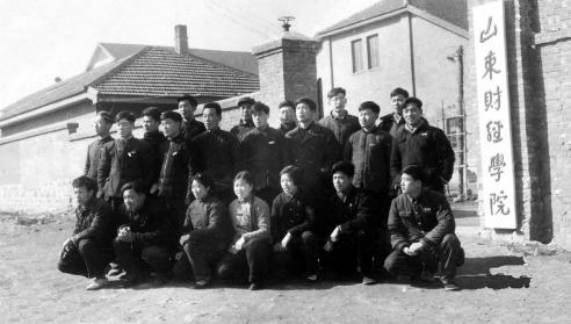
1964年3月，山东财经学院部分同学在校门前留影。

文化大革命期间，山东财经学院正常教学秩序受到严重干扰和破坏，1966年停止招生，1970年山东省革命委员会决定撤销山东财经学院，办学期间共培养本科生1400余人。学校停办后，多数教职员工、硬件设施等分配到菏泽师范专科学校（现为菏泽学院）和北镇师范专科学校（现为山东航空学院），参与两校的重建工作。1971年，留守济南的教职员工建立了财贸干部毛泽东思想学习班，后又改名为山东省财贸干部学习班，1975年更名为山东财贸干部学校，共培训财贸干部十四期3800余人。

### 山东经济学院（1978-2011）
文化大革命结束后，高考得到恢复，高等院校陆续恢复办学。山东财经学院得到恢复，并更名为山东经济学院，由山东省财贸办公室主管，恢复办学后第一年设有商业会计、工业会计两个专业，招收本科生104人。1983年经批准成为全国首批学士学位授予单位。
1985年，该校燕山校区建成启用，同年在荣成市设立山东经济学院荣成教学分部，1993年更名为荣成分院。1991年，该校由位于济南胜利庄的原山东矿业学院校址整体搬迁至燕山校区。1992年，该校设立董事会，1993年获得硕士学位授予权。1999年，该校由山东省委经济委员会主管调整为由教育委员会主管。至2012年合并为山东财经大学时，共有在校学生万余人。

### 山东财政学院（1986-2011）
1986年，为应对改革开放后对财经人才的需要，山东省人民政府决定筹建山东经济学院财政分院，总规模为2000人，设有财政、税收、财务、会计等专业，学制2年，同年9月确定实行财政部和山东省人民政府“双重领导、以部为主、联合办学”的领导管理体制，次年决定校址设于济南，1987年8月开始招生，校舍最初借用泰安市的山东省财政职工大学校舍，教学、行政部门等租用自济南市植物招待所和山东省税务局，次年又租借济南市委党校的校舍，最初共有财政、税收两个专业学生共99人。1987年11月，邓小平为该校题写了校名。
1988年3月，财政部任命了该校领导班子，同年6月9日，位于济南市金鸡岭附近舜耕山庄的正式校址开始建设，时任山东省省长姜春云、副省长赵志浩等出席了奠基仪式。1989年六四事件期间，该校学生先后以游行、罢课等方式声援了北京学生的绝食请愿活动。1989年8月，校舍竣工，学生等正式迁入，9月举办了开学典礼，时任中共济南市委书记贺国强等出席。
1990年，财政部决定由卢希悦任该校院长。1992年6月，国家教委批准建立山东财政学院，校训为“求是崇真，博学笃行”。2000年，该校改为实行“中央与地方共建、由地方管理为主”的领导管理体制。1995年，该校成为学士学位授予单位，1996年通过原国家教委本科教学工作合格评价，1998年成为硕士学位授予单位，2004年召开第一次党代会，2007年通过通过本科教学工作水平评估，被评为优秀学校。2009年，位于济南市经十东路的圣井校区建成使用，同年与山东经济学院首次以“山东财经大学”名义申报博士学位授予立项建设单位并获批准。2011年，教育部同意两校合并建立山东财经大学。
至1996年，该校本、专科在校生共有3783人，设有8系2部，12个本科专业、23个专科专业，到2006年时，该校各类在校生共有18937人。

### 山东财经大学（2011年至今）
2009年，山东经济学院和山东财政学院首次以“山东财经大学”名义联合申报博士学位授予点规划建设单位并获批准。2010年，山东省政府建立山东财经大学筹备工作领导小组，下发了《关于成立山东财经大学筹备工作领导小组的通知》，撤销了山东经济学院和山东财政学院的建制。次年即2011年，教育部同意筹建山东财经大学，同年7月，山东财经大学（筹）领导干部会议召开，中共山东省委任命了该校领导班子。

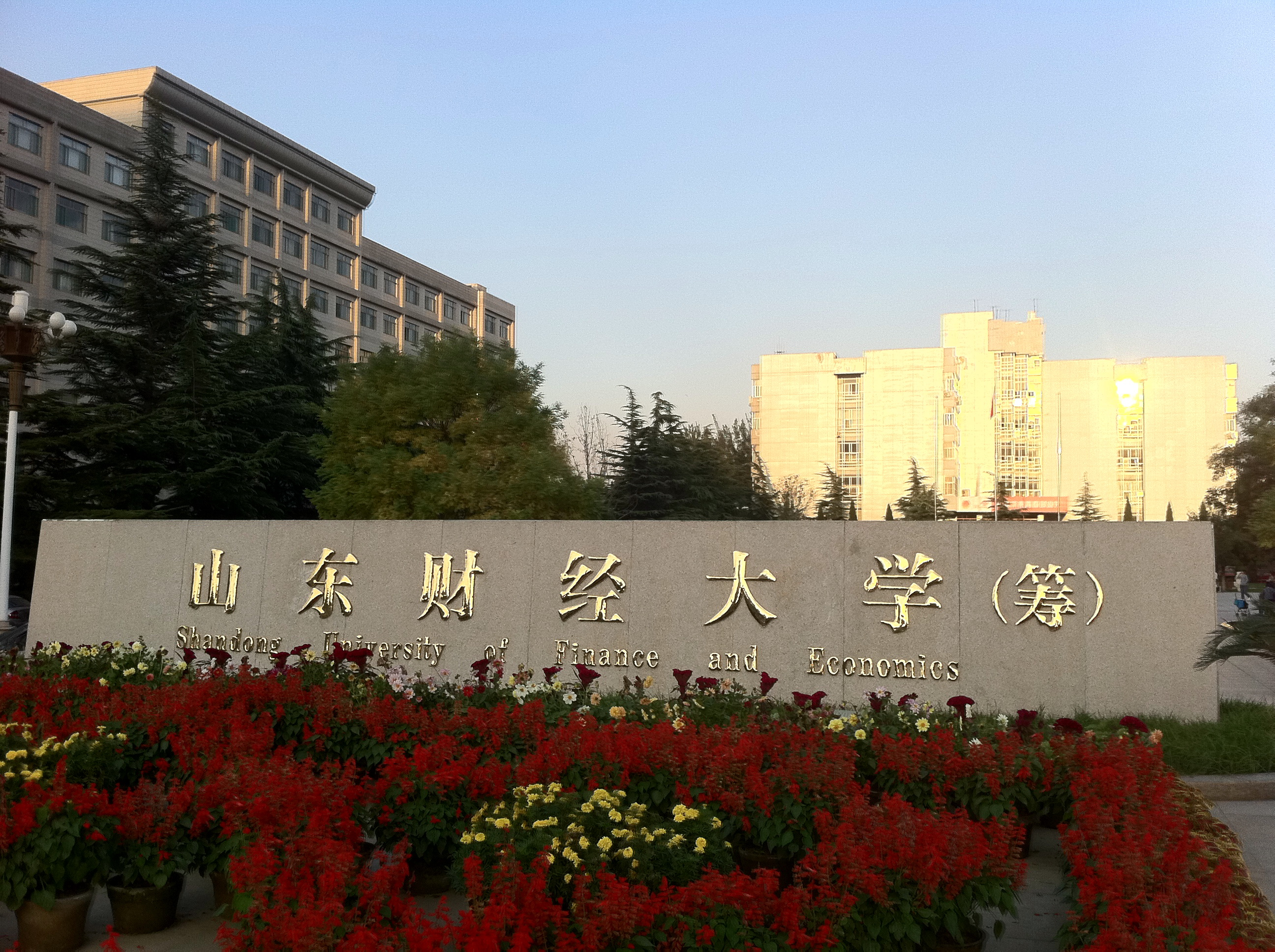
挂“山东财经大学（筹）”牌子的山东财经大学燕山校区正门

2012年3月29日，教育部发布通知，同意两校正式合并。。同年5月17日，山东省政府发布通知，决定建立山东财经大学。6月9日上午10:58分，山东财经大学揭牌庆典在山东大厦举行，时任山东省长姜大明为山东财经大学揭牌，中共山东省委书记姜异康、国务院原副总理李岚清等题词致贺。
2012年8月23日上午，财政部、教育部、山东省在济南签署共建山东财经大学协议。同年8月10日，山东财经大学获得博士学位授予权。

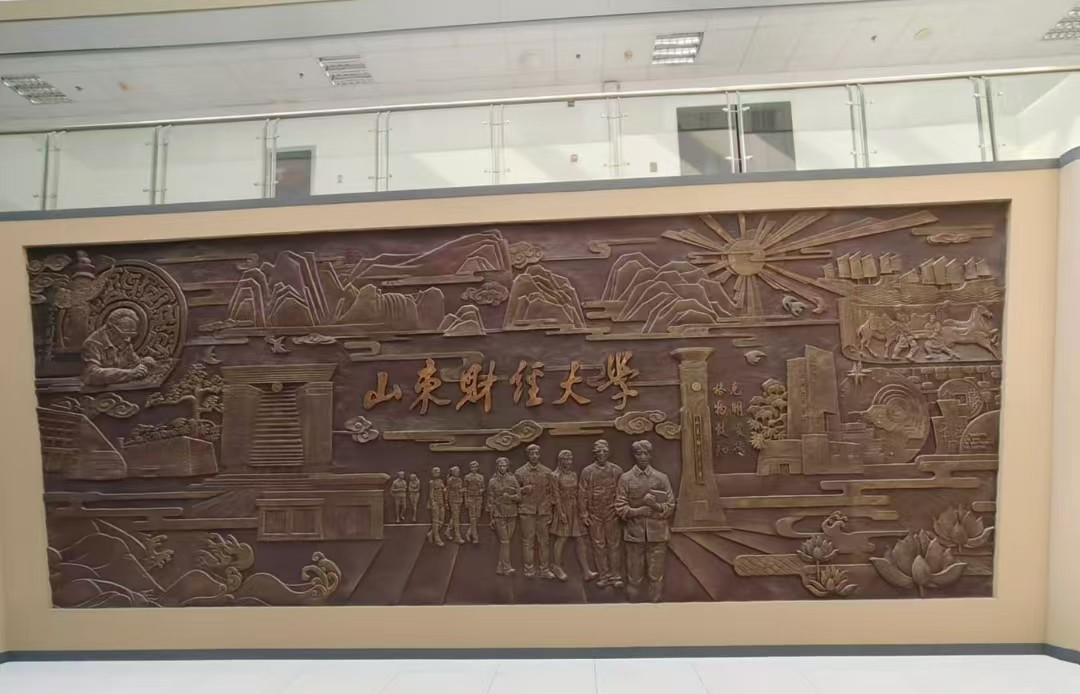
山东财经大学校史馆影壁，显示了包括邓小平题写校名（左上角）在内的部分校史。

## 文化传统
山东财经大学的象征包括校徽、校歌和校训三部分。

### 校徽
山东财经大学校徽是古代布币的变型，代表该校以经管类学科立校，同时亦为“人”字和“众”字形，象征“以人为本”的办学理念和“三人行，必有我师焉”的齐鲁文化内涵，而“众”字又有山东经济学院、山东财政学院合并建立山东财经大学之意。同时，校徽整体为“鼎”的造型，上部“山”字轮廓象征省部共建的办学体制，下部一撇一捺代表开放的办学姿态。图案整体用书法艺术勾勒。内环上方为英文“SHANDONG UNIVERSITY OF FINANCE AND ECONOMICS”，下方为汉字“山东财经大学”。

### 校歌
山东财经大学的校歌名为《梦想花开》，作于2018年，发布于当年9月，词作者孙华是中国音乐文学学会会员，曲作者李云涛时任山东艺术学院音乐学院院长，中国音乐家协会普通高校音乐联盟副主席。歌词于2018年上半年开始征集，5月正式确定歌词，6月完成谱曲，同年9月25日修改完毕后，于次日正式发布。

### 校训
山东财经大学校训为“克明峻德，格物致知”，继承自原山东经济学院校训。“克明峻德”取自《书经·尧典》“克明峻德，以亲九族”，指要弘扬高尚的道德情操，照亮自己、造福社会。“格物致知”引自《大学》“致知在格物”，即考察事物，获取知识，是儒家的重要哲学理念概念。整体意为既要追求崇高的精神境界，又要探求事物发展的本质规律。

## 行政管理

### 现任领导
| 党委书记                                                  | 查玉喜 |
| 党委副书记、校长                                          | 洪俊杰 |
| 党委副书记                                                | 张培国 |
| 党委副书记                                                | 谢申祥 |
| 党委委员、副校长                                          | 张新   |
| 副校长                                                    | 张红霞 |
| 党委委员、副校长                                          | 王敬政 |
| 党委委员、副校长                                          | 赵奎浩 |
| 党委委员、纪委书记 山东省监察委员会驻山东财经大学监察专员 | 王玉花 |
| 党委委员、副校长                                          | 彭红枫 |
| 党委委员、副校长                                          | 刘旻航 |
| 学术副校长                                                | 吴德胜 |
| 党委委员、组织部部长                                      | 马玉林 |
| 党委委员、宣传部部长                                      | 于洪良 |

### 党委书记
| 山东财经学院 |            |            |                      |
| 王力夫       | 1959年2月  | 1967年1月  |                      |
| 山东经济学院 |            |            |                      |
| 王力夫       | 1979年6月  | 1980年9月  |                      |
| 张子平       | 1982年3月  | 1984年10月 | 主持党委工作的副书记 |
| 高中正       | 1985年1月  | 1990年5月  |                      |
| 周志仁       | 1990年5月  | 1994年1月  |                      |
| 胡积健       | 1999年4月  | 2003年1月  |                      |
| 王新波       | 1994年8月  | 1999年4月  |                      |
| 张体勤       | 2003年1月  | 2011年6月  |                      |
| 山东财政学院 |            |            |                      |
| 黄可华       | 1986年11月 | 1988年3月  | 筹备领导小组组长     |
| 王振岳       | 1988年3月  | 1994年11月 |                      |
| 吴世杰       | 1994年11月 | 2003年12月 |                      |
| 袁一堂       | 2003年12月 | 2011年6月  |                      |
| 山东财经大学 |            |            |                      |
| 郝书辰       | 2011年7月  | 2013年4月  |                      |
| 刘兴云       | 2013年5月  | 2016年1月  | 2014年12月前兼任校长 |
| 王邵军       | 2016年1月  | 2024年4月  |                      |
| 查玉喜       | 2024年4月  |            |                      |

### 校长
| 山东省立商业专门学校 |             |              |                                                      |
| 顾准                 | 1948年10月  | 约1949年2月  | 山东省财政厅厅长兼任，陈先任主持日常校务工作的副校长 |
| 周光春               | 约1949年2月 | 1949年7月    | 山东省财政厅厅长兼任                                 |
| 山东省立会计专科学校 |             |              |                                                      |
| 王有山               | 1949年2月   | 约1952年10月 | 山东省财政厅副厅长兼任                               |
| 山东财政经济学院     |             |              |                                                      |
| 马巨涛               | 1952年10月  | 1953年10月   | [ 13 ]                                               |
| 山东财经学院         |             |              |                                                      |
| 陈文其               | 1959年2月   | 1962年5月    | 副省级待遇                                           |
| 李予昂               | 1962年5月   | 1967年1月    | 时任山东省委常委、副省长                             |
| 山东经济学院         |             |              |                                                      |
| 王力夫               | 1979年6月   | 1980年9月    | 党委书记兼                                           |
| 张文杰               | 1980年9月   | 1990年5月    | 党委副书记兼                                         |
| 胡积健               | 1990年5月   | 1999年4月    | 党委副书记兼                                         |
| 任辉                 | 1999年3月   | 2004年1月    | 党委副书记兼                                         |
| 刘向信               | 2004年1月   | 2005年10月   | 党委副书记兼                                         |
| 郝书辰               | 2005年11月  | 2011年6月    | 党委副书记兼                                         |
| 山东财政学院         |             |              |                                                      |
| 卢希悦               | 1990年5月   | 2003年1月    | 党委委员                                             |
| 帅重庆               | 2003年1月   | 2007年1月    | 党委副书记兼                                         |
| 黄琦                 | 2007年1月   | 2010年8月    | 党委副书记兼                                         |
| 刘兴云               | 2010年8月   | 2011年7月    | 党委副书记兼                                         |
| 山东财经大学         |             |              |                                                      |
| 刘兴云               | 2011年7月   | 2014年12月   | 党委副书记兼 2013年5月后任党委书记                   |
| 卓志                 | 2014年12月  | 2018年3月    | 党委副书记兼                                         |
| 赵忠秀               | 2018年11月  | 2023年1月    | 党委副书记兼                                         |
| 洪俊杰               | 2024年1月   |              | 党委副书记兼                                         |

### 办学经费
山东财经大学作为公立大学建制，办学经费依靠财政拨款。2024年，山东财经大学公共预算收入197409.49万元，其中：中央财政当年拨付的财政拨款55253.75万元；财政专户管理基金收入37150万元；事业收入6000万元；其他收入93150万元；上年结转7665.74万元。

## 学校现状

### 院系设置
山东经济学院于1979年恢复办学时仅有商业会计、工业会计两个全日制本科专业，2007年时则有会计学院、工商管理学院、财政金融学院、国际贸易学院、信息管理学院、成人教育学院、外国语学院、统计与数学学院、文学院、经济与城市管理学院、法学院、公共管理学院、社会发展学院（马列部）、体育教学部
、计算机科学与技术学院等15个学院，以及独立办学的独立学院燕山学院。
山东财政学院1987年成立时有财政、税收两个专业，2007年时有财政与公共管理学院、金融学院、国际经贸学院、工商管理学院、国际交流学院、继续教育学院、会计学院、计算机信息工程学院、外国语学院、政法学院、统计与数理学院、人文艺术学院、体育教育学院等共13个学院，合计34个本科专业。
山东财经大学实行校、院两级管理体制，管理科学与工程学院、工商管理学院、会计学院、公共管理学院、法学院、计算机科学与技术学院、艺术学院设置于燕山校区，经济学院、财政税务学院、金融学院、保险学院、国际经贸学院、文学与新闻传播学院、国际教育学院、外国语学院、体育学院、统计与数学学院设置于舜耕校区，圣井校区则供大一、大二新生就读。
此外，山东财经大学与山东黄金集团合作，建立了燕山学院和东方学院两所独立学院。燕山学院位于济南市莱芜区莱芜校区，东方学院位于泰安市高新区文化区正阳路66号。此外另有人民武装学院下属，位于济南市槐荫区段北东路21号。

### 研究机构
除专业学院外，山东财经大学设有MPAcc中心、MPA中心、马克思主义学院、公共外语教学部、创新创业教育学院、龙山荣誉学院、中国国际低碳学院、中日韩研究院、乡村振兴学院、区域与国别研究院等研究机构。

### 师生人数
2025年2月，在山东财经大学有专任教师1697人。其中，博士生导师121人、硕士生导师709人，教授363人、副教授693人。山东财经大学现有全日制本科、研究生共30901人。

### 出版刊物
山东财经大学编辑出版的学术刊物有《经济与管理评论》，1984年正式创刊，原刊名《山东经济》，2012年更名《经济与管理评论》。同时，山东财经大学还编辑出版《山东财经大学学报》，1989年正式创刊，原刊名《山东财政学院学报》。

## 校园风物
山东财经大学占地103.2万平方米，共拥有圣井校区、舜耕校区、燕山校区三个校区，当中圣井校区目前占地面积730亩，始建于2007年；舜耕校区占地面积550.36亩，始建于1988年；燕山校区占地面积538.33亩，始建于1981年。圣井校区和舜耕校区继承自山东财政学院，燕山校区继承自山东经济学院。

### 圣井校区
圣井校区又称章丘校区，2016年后是山东财经大学主校区，位于济南市经十东路18602号。圣井校区始建于2007年，当时属于山东财政学院，是由于舜耕校区校园面积过小，无法支持学校发展所建。2012年两校合并办学时，圣井校区建筑面积为185441平方米，其后的2016年4月，山东财经大学决定将圣井校区作为主校区。经扩建后，2019年3月，明水校区师生搬至圣井校区，使得圣井校区在校生总数达到1.3万人，实现了校区资源的优化整合。

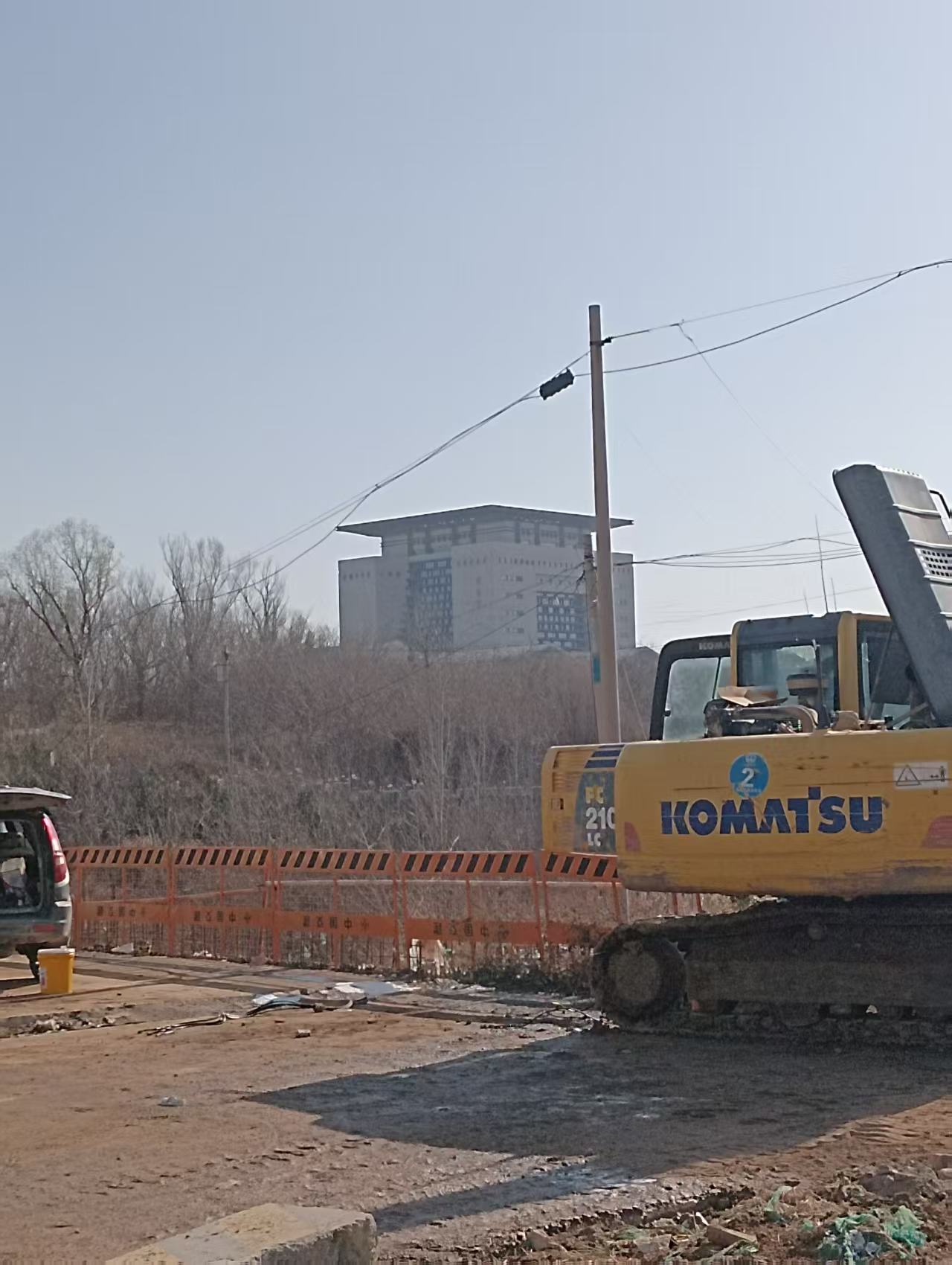
从经十东路遥摄山东财经大学圣井校区的图书馆。

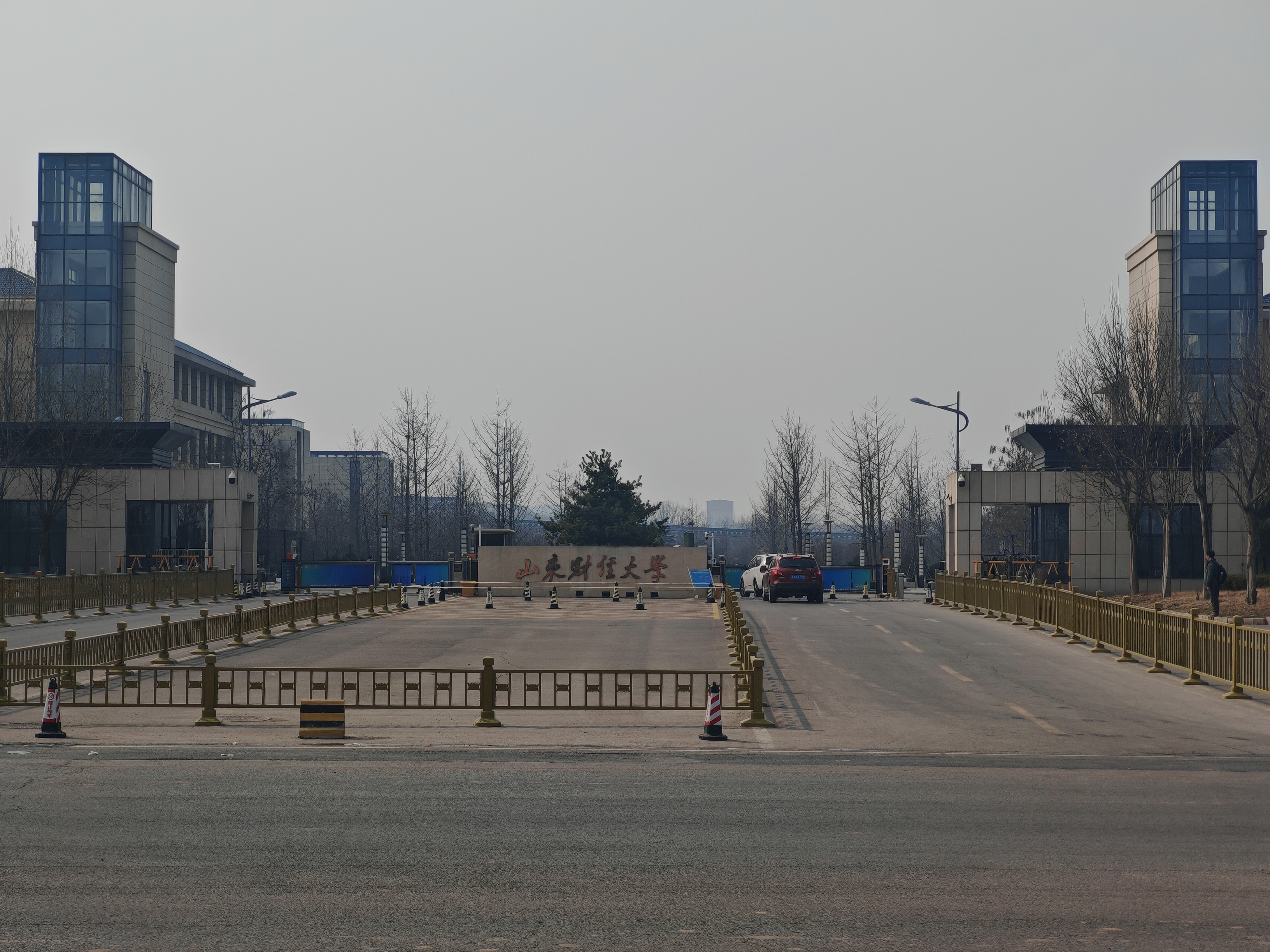
圣井校区东门

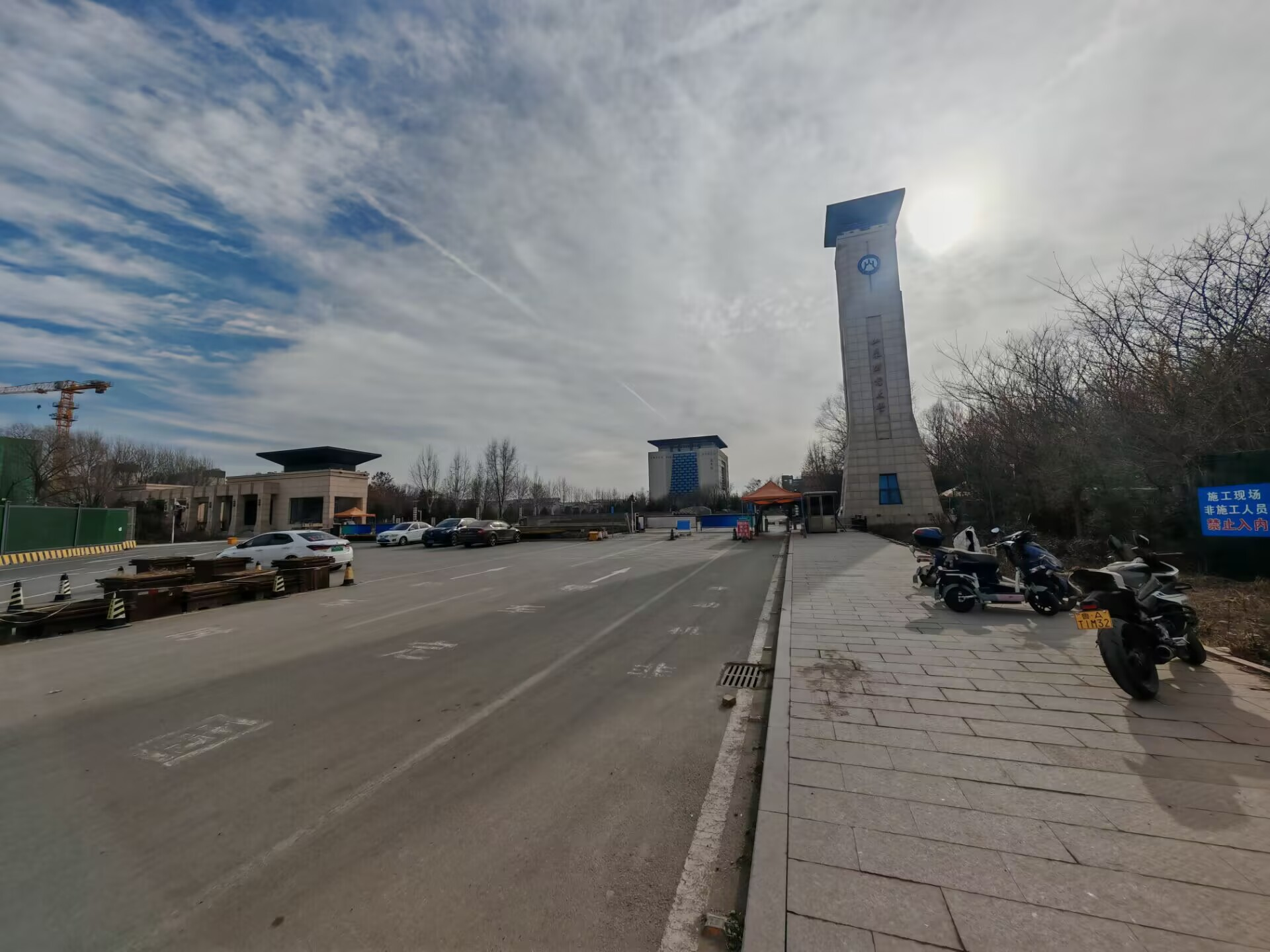
圣井校区北门

### 舜耕校区
舜耕校区始建于1988年，位于市中区舜耕路40号，1989年投入使用，作为山东财政学院的校园，建筑面积约36016平方米。经过数次扩建，2012年两校合并办学后，燕山校区成为山东财经大学的一个校区，当时该校区建筑面积共有361318平方米。

### 燕山校区
燕山校区始建于1981年，位于济南市燕子山东侧的历下区二环东路7366号，最初用地230亩，建筑面积约45000平方米，建成后提供给文革后恢复办学的山东经济学院作为其校园。2012年两校合并办学后，燕山校区成为山东财经大学的一个校区。燕山校区也是山东财经大学历史最为悠久的校区。

### 已废止的校区
除圣井校区、舜耕校区和燕山校区外，山东财经大学曾拥有明水校区和莱芜校区。
明水校区位于章丘区大学路2号，始建于2005年，规划征地3400余亩，2006年9月投入使用，作为山东经济学院的校区，一期工程结束后共占地785亩，另绿化了800余亩荒山空地。两校合并办学后，明水校区属山东财经大学。2019年，明水校区师生搬迁至圣井校区，并将明水校区作为独立学院山东财经大学燕山学院的主校区。2021年燕山学院学生毕业后，该校区闲置，次年，教育部同意将在济南设立空天信息大学，山东财经大学将该校区售予空天信息大学作为主校区。
莱芜校区位于莱芜区山财大街5号，始建于2015年，2016年首次招生，当时设有工商管理、经济学、经济统计学和人力资源管理共4个专业，在本科二批次录取，单列院校报考代码。2020年，莱芜校区所有学生按照年级回到校本部不同校区继续就读，莱芜校区则作为明水校区出售后山东财经大学燕山学院的主校区。

### 学校风物

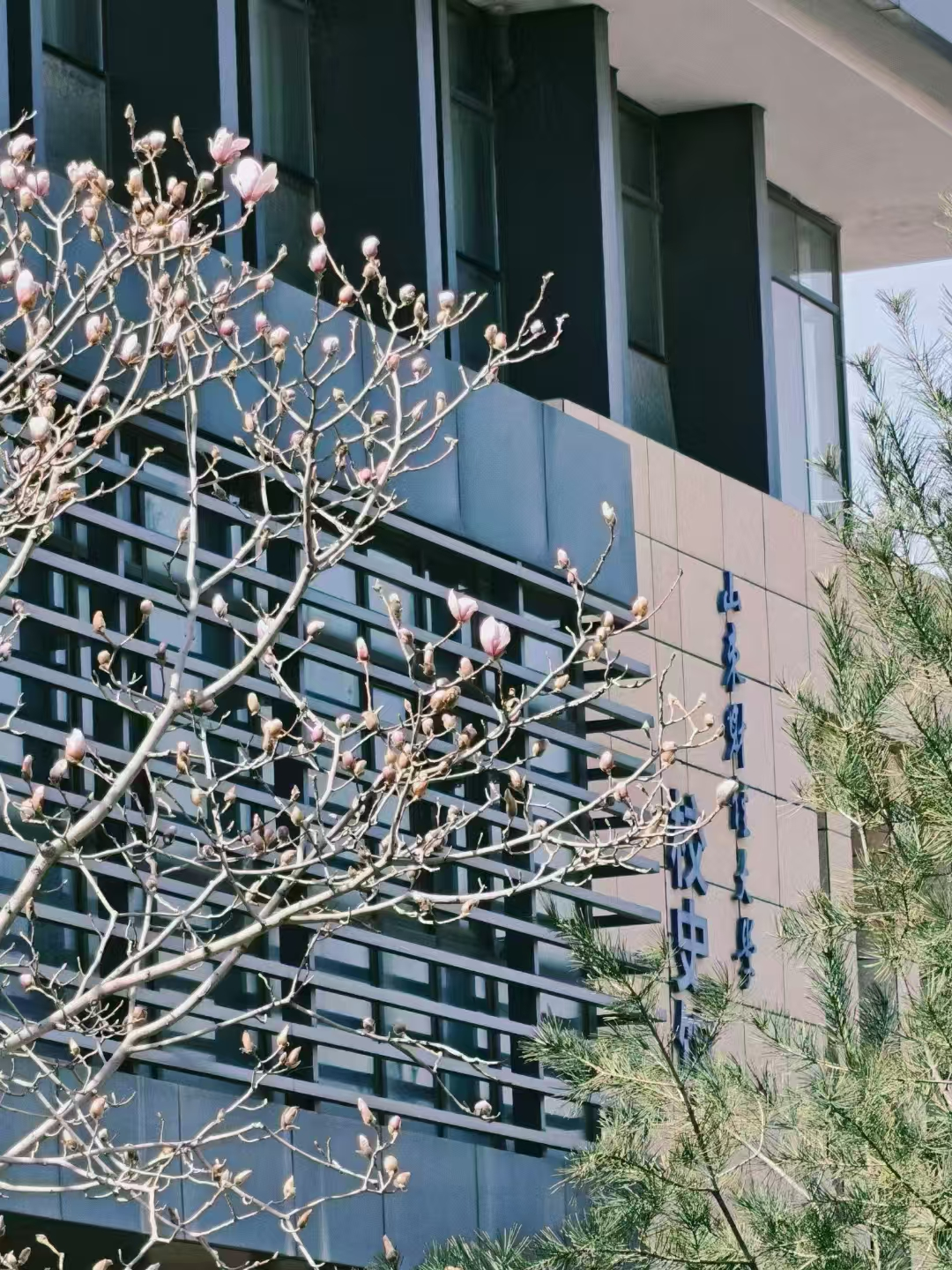
山东财经大学圣井校区校史馆前的玉兰花

山东财经大学圣井校区校内有一景观湖，名为“镜月湖”，湖上有白色和红色等多种颜色的睡莲。校内有玉兰花、黄栌等多种植物，并有一片校友林，其苗木栽种于2017年3月。

## 校友会及知名校友
根据《山东财经大学章程》第六十二条，山东财经大学校友包括在山东财经大学（含原山东经济学院及其前身、原山东财政学院）学习或工作过的学生和教职员工，以及被学校授予各种荣誉职衔、荣誉学位的中外各界人士。

### 校友会
山东财经大学校友总会2019年8月27日经山东省民政厅正式批准登记，成为具有法人资格的社会团体，以时任校党委书记王邵军为会长，地址为济南市历下区二环东路7366号，即山东财经大学燕山校区。山东财经大学校友会在全国各个省份都分设有地方校友会，另还设有下属各学院的校友会。

### 知名校友
由于学校以经管类专业立校，山东财经大学校友主要分布在经济领域，知名校友如深圳市委书记孟凡利、中国建设银行党委书记、董事长张金良，中央金融委员会办公室常务副主任王江，青岛科技大学党委书记刘兴云，财政部副部长宋其超等。